# Csokpal
A csokpal (hangul: 족발, handzsa: 足발 , RR: jokbal) szójaszósszal, különféle fűszerekkel (gyömbér, fokhagyma, rizsbor és egyéb, szakácstól függő fűszerek) főzött sertésláb, amely népszerű andzsu (anju), azaz koreai alkoholos italok mellé felszolgált étel.

## Készítése és tálalása
A sertéslábat alaposan megmossák, a szőröket eltávolítják. Víz, újhagyma, fokhagyma, gyömbér és rizsbor keverékét felforralják, ebbe helyezik a sertéslábakat, majd addig főzik, amíg puha nem lesz a hús. Tovább főzik szójaszósz és cukor hozzáadásával. Ezt követően kicsontozzák, majd vastag szeletekre vágják. Szeudzsot (Saeujeot) szósszal (garnélarákból készült sós, fermentált szósz), fokhagymagerezdekkel és csípős paprikával tálalják. Gyakran fogyasztják sszam (ssam)ként is, azaz salátalevélbe tekerve.

## Éttermek
Szöulban igen híres a Tongguk (Dongguk ) Egyetem metróállomás közelében, Csangcshung-tong (Jangchung-dong)ban (장충동) található „Csokpal (Jeokbal)-utca”, ahol számos étterem kínálja ezt az ételt, némelyikük több évtizede működik itt.